# Kristin Hersh
Kristin Hersh (født 7. august 1966) er en sangerinde og sangskriver fra USA. Kristin Hersh er foruden sit soloprojekt forsanger og guitarist i gruppen Throwing Muses.